# Martin Pinard
Martin Pinard, né à Nonant et  mort en 1458, est un prélat français du  XVe siècle. 

## Biographie
Martin Pinard est chanoine d'Avranches et doyen de Bayeux et est nommé évêque d'Avranches par le pape Eugène IV en 1442.

## Source
- L'ancienne église de France. Province ecclésiastique de Rouen, 1866.